# Julián Simón
Julián Simón Sesmero (Villacañas, 3 aprile 1987) è un pilota motociclistico spagnolo, campione del mondo della classe 125 nel 2009.

## Carriera
Esordisce nella classe 125 del motomondiale nel 2002, correndo quattro Gran Premi in qualità di wild card a bordo di una Honda, totalizzando due punti. Nel 2003 diventa pilota titolare ingaggiato dalla Malaguti, con Fabrizio Lai come compagno di squadra. Ottiene come miglior risultato un dodicesimo posto in Australia e termina la stagione al 29º posto con 4 punti. In questa stessa stagione disputa un Gran Premio nel campionato italiano 125 senza ottenere punti. 
Nel 2004 passa al team Angaia Racing, con compagno di squadra Mattia Angeloni, ottenendo come miglior risultato un sesto posto in Malesia e terminando la stagione al 14º posto con 60 punti. In questa stagione è stato costretto a saltare i GP di Portogallo e Giappone per infortunio. Nel 2005 passa alla KTM, con compagni di squadra Mika Kallio e Gábor Talmácsi, ottenendo la sua prima vittoria in Gran Bretagna e terminando la stagione al 7º posto con 123 punti. In questa stagione è costretto a saltare il GP di Turchia per infortunio.
Nel 2006 ha corso per il secondo anno di seguito nella classe 125, con il numero 60, nel team Red Bull KTM GP 125, questa volta solo con Kallio come compagno di squadra, ottenendo un terzo posto in Giappone e terminando la stagione al 9º posto con 97 punti. In questa stagione è costretto a saltare i GP di Olanda, Gran Bretagna e Germania a causa di una frattura al femore destro rimediata durante la gara del GP di Catalogna.
Nel 2007 passa alla classe 250 con una Honda RS 250 R del team Repsol Honda, con compagno di squadra Shūhei Aoyama, ottenendo come miglior risultato un quinto posto in Francia e terminando la stagione al 9º posto con 123 punti. Nel 2008 passa alla KTM, ottenendo come miglior risultato due quarti posti (Giappone e Australia) e terminando la stagione al 10º posto con 109 punti.
Nel 2009 torna in 125, ingaggiato dal team Bancaja Aspar, con compagni di squadra Sergio Gadea e Bradley Smith e vince il titolo, ottenendo sette vittorie (Francia, Germania, Gran Bretagna, San Marino, Australia, Malesia e Comunità Valenciana), quattro secondi posti (Qatar, Giappone, Paesi Bassi e Repubblica Ceca), un terzo posto in Italia, sette pole position (Qatar, Spagna, Catalogna, Germania, Indianapolis, Portogallo e Comunità Valenciana) e 289 punti iridati. Il 14 giugno 2009, durante il GP della Catalogna, alla fine del penultimo giro si ferma per esultare credendo che la gara fosse finita. In realtà mancava ancora un giro al termine e alla fine riesce ad ottenere il 4º posto.
Nel 2010 passa alla Moto2 correndo con una RSV e dal GP di Francia con una Suter MMX, sempre per il team Aspar; il compagno di squadra è Mike Di Meglio. Ottiene cinque secondi posti (Francia, Indianapolis, San Marino, Aragona e Giappone), due terzi posti (Gran Bretagna e Comunità Valenciana) e tre pole position (Indianapolis, Giappone e Malesia) e termina la stagione al 2º posto con 201 punti. Nel 2011 rimane nello stesso team, questa volta con compagno di squadra Javier Forés. Ottiene un secondo posto in Portogallo e termina la stagione al 14º posto con 68 punti. In questa stagione è costretto a saltare i Gran Premi di Gran Bretagna e Olanda per la frattura di tibia e perone destri rimediata nel Gran Premio di Catalogna e il Gran Premio della Repubblica Ceca a causa della perdita dell'unghia dell'anulare della mano destra rimediata nelle qualifiche del GP. Salta inoltre i Gran Premi di Giappone, Australia e Malesia a seguito di un'operazione alla gamba infortunata in Catalogna.
Nel 2012 viene ingaggiato dal team Blusens Avintia, che gli affida inizialmente una FTR e poi, dal GP di Spagna, una Suter. Ottiene un secondo posto in Comunità Valenciana e un terzo posto a Indianapolis e termina la stagione al 13º posto con 81 punti. Nel 2013 passa al team Italtrans Racing, alla guida di una Kalex, con compagno di squadra Takaaki Nakagami. Ottiene come miglior risultato un quarto posto in Germania e termina la stagione al 13º posto con 81 punti.
Nel 2014 rimane nello stesso team, con compagno di squadra Franco Morbidelli. Ottiene come miglior risultato due sesti posti (Giappone e Malesia) e termina la stagione al 17º posto con 56 punti. Nel 2015 passa al team QMMF Racing, che gli affida una Speed Up; il compagno di squadra è Anthony West. Chiude la stagione diciottesimo con 58 punti. Nel 2016 rimane nello stesso team, con compagno di squadra Xavier Siméon; ottiene un terzo posto in Germania. In questa stagione è costretto a saltare il Gran Premio di Spagna a causa di un trauma cranico rimediato nel warm up del GP e il GP della Malesia a causa di microfratture alle vertebre T6 e T7 rimediate nelle prove libere dello stesso. Chiude la stagione al diciottesimo posto in classifica piloti con quaranta punti all'attivo.
Nel 2017 disputa i GP del Qatar e di Argentina, col team Garage Plus Interwetten, alla guida di una Kalex in sostituzione del connazionale Iker Lecuona. Sempre nel 2017 fa il suo esordio nel mondiale Superbike disputando il Gran Premio di Aragona in sella ad un'Aprilia RSV4 RF del team Milwaukee, in sostituzione dell'infortunato Lorenzo Savadori. Torna nel motomondiale per disputare il Gran Premio delle Americhe alla guida della Tech 3 Mistral 610 del team Tech 3 Racing in sostituzione dell'infortunato Remy Gardner. Nel mondiale Superbike chiude la stagione al trentaquattresimo posto, nel motomondiale non ottiene punti validi per la classifica piloti.
Nel 2018 viene ingaggiato dalla casa motociclistica austriaca KTM come collaudatore della motocicletta utilizzata nella classe Moto2.

## Risultati in gara

### Motomondiale
| 2002 | Classe | Moto  |  |  |     |  |  |    |  |  |  |  |    |  |  |  |  |     |  |  | Punti | Pos. |
| ---- | ------ | ----- |  |  | --- |  |  | -- |  |  |  |  | -- |  |  |  |  | --- |  |  | ----- | ---- |
| 2002 | 125    | Honda |  |  | Rit |  |  | 22 |  |  |  |  | 14 |  |  |  |  | Rit |  |  | 2     | 34º  |

| 2003 | Classe | Moto     |    |    |     |    |     |    |    |    |    |    |     |    |    |    |    |    |  |  | Punti | Pos. |
| ---- | ------ | -------- | -- | -- | --- | -- | --- | -- | -- | -- | -- | -- | --- | -- | -- | -- | -- | -- |  |  | ----- | ---- |
| 2003 | 125    | Malaguti | 19 | 27 | Rit | 20 | Rit | 24 | 17 | 18 | 20 | 22 | Rit | 25 | 24 | 25 | 12 | 19 |  |  | 4     | 29º  |

| 2004 | Classe | Moto  |    |    |    |    |    |    |    |   |   |    |    |     |   |   |    |    |  |  | Punti | Pos. |
| ---- | ------ | ----- | -- | -- | -- | -- | -- | -- | -- | - | - | -- | -- | --- | - | - | -- | -- |  |  | ----- | ---- |
| 2004 | 125    | Honda | 11 | 11 | 13 | 20 | 14 | 19 | 14 | 9 | 8 | 10 | NQ | Inf | 7 | 6 | 20 | 13 |  |  | 60    | 14º  |

| 2005 | Classe | Moto |   |   |    |   |   |   |   |    |   |   |    |     |   |   |     |     |   |  | Punti | Pos. |
| ---- | ------ | ---- | - | - | -- | - | - | - | - | -- | - | - | -- | --- | - | - | --- | --- | - |  | ----- | ---- |
| 2005 | 125    | KTM  | 9 | 9 | 10 | 8 | 7 | 8 | 6 | NE | 1 | 5 | 10 | Rit | 6 | 8 | Rit | Inf | 8 |  | 123   | 7º   |

| 2006 | Classe | Moto |   |    |    |   |    |   |     |     |     |     |    |     |   |   |   |   |     |  | Punti | Pos. |
| ---- | ------ | ---- | - | -- | -- | - | -- | - | --- | --- | --- | --- | -- | --- | - | - | - | - | --- |  | ----- | ---- |
| 2006 | 125    | KTM  | 5 | 10 | 11 | 5 | 12 | 7 | Rit | Inf | Inf | Inf | NE | Rit | 4 | 5 | 3 | 5 | Rit |  | 97    | 9º   |

| 2007 | Classe | Moto  |   |     |   |   |   |   |    |   |     |     |    |   |    |   |   |   |   |   | Punti | Pos. |
| ---- | ------ | ----- | - | --- | - | - | - | - | -- | - | --- | --- | -- | - | -- | - | - | - | - | - | ----- | ---- |
| 2007 | 250    | Honda | 8 | Rit | 7 | 7 | 5 | 7 | 10 | 7 | Rit | Rit | NE | 8 | 10 | 8 | 6 | 6 | 6 | 6 | 123   | 9º   |

| 2008 | Classe | Moto |    |   |   |     |   |    |   |   |    |   |    |    |   |    |   |   |     |     | Punti | Pos. |
| ---- | ------ | ---- | -- | - | - | --- | - | -- | - | - | -- | - | -- | -- | - | -- | - | - | --- | --- | ----- | ---- |
| 2008 | 250    | KTM  | 11 | 7 | 7 | Rit | 8 | 11 | 9 | 8 | 10 | 5 | NE | 12 | 5 | AN | 4 | 4 | Rit | Rit | 109   | 10º  |

| 2009 | Classe | Moto    |   |   |     |   |   |   |   |    |   |   |   |   |   |    |   |   |   |  | Punti | Pos. |
| ---- | ------ | ------- | - | - | --- | - | - | - | - | -- | - | - | - | - | - | -- | - | - | - |  | ----- | ---- |
| 2009 | 125    | Aprilia | 2 | 2 | Rit | 1 | 3 | 4 | 2 | NE | 1 | 1 | 2 | 5 | 1 | 12 | 1 | 1 | 1 |  | 289   | 1º   |

| 2010 | Classe | Moto        |     |   |   |   |   |   |   |     |    |   |   |   |   |   |    |   |    |   | Punti | Pos. |
| ---- | ------ | ----------- | --- | - | - | - | - | - | - | --- | -- | - | - | - | - | - | -- | - | -- | - | ----- | ---- |
| 2010 | Moto2  | RSV e Suter | Rit | 8 | 2 | 9 | 3 | 6 | 3 | Rit | NE | 5 | 2 | 2 | 2 | 2 | 21 | 4 | 12 | 3 | 201   | 2º   |

| 2011 | Classe | Moto  |    |   |   |   |     |     |     |     |     |    |    |   |    |    |     |     |     |    | Punti | Pos. |
| ---- | ------ | ----- | -- | - | - | - | --- | --- | --- | --- | --- | -- | -- | - | -- | -- | --- | --- | --- | -- | ----- | ---- |
| 2011 | Moto2  | Suter | 10 | 6 | 2 | 4 | Rit | Inf | Inf | Inf | Rit | NE | NP | 7 | 12 | 17 | Inf | Inf | Inf | 10 | 68    | 14º  |

| 2012 | Classe | Moto        |    |    |   |    |     |    |    |    |    |    |   |    |    |    |    |   |     |   | Punti | Pos. |
| ---- | ------ | ----------- | -- | -- | - | -- | --- | -- | -- | -- | -- | -- | - | -- | -- | -- | -- | - | --- | - | ----- | ---- |
| 2012 | Moto2  | FTR e Suter | 15 | 23 | 8 | 12 | Rit | 22 | 14 | 15 | 14 | NE | 3 | 11 | 12 | 17 | 11 | 4 | Rit | 2 | 81    | 13º  |

| 2013 | Classe | Moto  |   |    |    |   |    |    |    |   |    |    |     |    |    |   |    |     |   |    | Punti | Pos. |
| ---- | ------ | ----- | - | -- | -- | - | -- | -- | -- | - | -- | -- | --- | -- | -- | - | -- | --- | - | -- | ----- | ---- |
| 2013 | Moto2  | Kalex | 6 | 19 | 16 | 8 | 17 | 15 | 10 | 4 | NE | 11 | Rit | 12 | 12 | 8 | 10 | Rit | 5 | 11 | 81    | 13º  |

| 2014 | Classe | Moto  |    |    |    |    |     |    |    |   |    |     |   |    |   |    |   |    |   |     | Punti | Pos. |
| ---- | ------ | ----- | -- | -- | -- | -- | --- | -- | -- | - | -- | --- | - | -- | - | -- | - | -- | - | --- | ----- | ---- |
| 2014 | Moto2  | Kalex | 16 | 22 | 17 | 14 | Rit | 22 | 12 | 7 | 16 | Rit | 7 | 12 | 8 | 16 | 6 | 20 | 6 | Rit | 56    | 17º  |

| 2015 | Classe | Moto     |    |   |    |    |   |   |    |    |   |     |    |    |   |     |    |    |    |    | Punti | Pos. |
| ---- | ------ | -------- | -- | - | -- | -- | - | - | -- | -- | - | --- | -- | -- | - | --- | -- | -- | -- | -- | ----- | ---- |
| 2015 | Moto2  | Speed Up | 13 | 9 | 26 | 11 | 6 | 7 | 15 | 11 | 9 | Rit | 18 | 18 | 5 | Rit | 16 | 18 | 25 | 18 | 58    | 18º  |

| 2016 | Classe | Moto     |     |    |   |    |     |    |    |    |   |    |    |    |     |    |   |     |    |    | Punti | Pos. |
| ---- | ------ | -------- | --- | -- | - | -- | --- | -- | -- | -- | - | -- | -- | -- | --- | -- | - | --- | -- | -- | ----- | ---- |
| 2016 | Moto2  | Speed Up | Rit | 19 | 9 | NP | Rit | 17 | 13 | 16 | 3 | 15 | 13 | 14 | Rit | 21 | 8 | Rit | NP | 23 | 40    | 18º  |

| 2017 | Classe | Moto           |    |    |     |  |  |  |  |  |  |  |  |  |  |  |  |  |  |  | Punti | Pos. |
| ---- | ------ | -------------- | -- | -- | --- |  |  |  |  |  |  |  |  |  |  |  |  |  |  |  | ----- | ---- |
| 2017 | Moto2  | Kalex e Tech 3 | 23 | 18 | Rit |  |  |  |  |  |  |  |  |  |  |  |  |  |  |  | 0     |      |

| Legenda | 1º posto        | 2º posto            | 3º posto            | A punti      | Senza punti        | Grassetto – Pole position Corsivo – Giro più veloce |
| Legenda | Gara non valida | Non qual./Non part. | Ritirato/Non class. | Squalificato | '-' Dato non disp. | Grassetto – Pole position Corsivo – Giro più veloce |

### Campionato mondiale Superbike
| 2017 | Moto    |  |  |  |  |    |    |  |  |  |  |  |  |  |  |  |  |  |  |  |  |  |  |  |  |  |  |  |  | Punti | Pos. |
| ---- | ------- |  |  |  |  | -- | -- |  |  |  |  |  |  |  |  |  |  |  |  |  |  |  |  |  |  |  |  |  |  | ----- | ---- |
| 2017 | Aprilia |  |  |  |  | 13 | 15 |  |  |  |  |  |  |  |  |  |  |  |  |  |  |  |  |  |  |  |  |  |  | 4     | 34º  |

| Legenda | 1º posto        | 2º posto            | 3º posto           | A punti      | Senza punti        | Grassetto – Pole position Corsivo – Giro più veloce |
| Legenda | Gara non valida | Non qual./Non part. | Ritirato/Non class | Squalificato | '-' Dato non disp. | Grassetto – Pole position Corsivo – Giro più veloce |